# Rumours
Rumours je jedenácté studiové album britsko-americké rockové skupiny Fleetwood Mac, vydané 4. února 1977 u vydavatelství Warner Bros. Records. Společně se skupinou jej produkovali Richard Dashut a Ken Caillat, kteří s ní spolupracovali i v následujících letech.
V hudebních žebříčcích Billboardu a ve Spojeném království se tento hudební nosič dostal na vrchol. K albu vyšly singly "Go Your Own Way", "Dreams", "Don't Stop" a "You Make Loving Fun". Rumours je nejúspěšnějším projektem skupiny Fleetwood Mac. V roce 1978 získalo od Grammy cenu za album roku. Získalo platinovou certifikaci ve více zemích včetně Spojených států, Kanady a Austrálie. Dosaženým prodejem více než 45 milionů nosičů je na vrcholu seznamu nejprodávanějších hudebních alb světa. Vlivem tehdejší populární hudby toto album obsahuje kombinaci nahrávek akustických a elektrických hudebních nástrojů. Mixování skladeb se zdrželo do konce roku 1976. Po jeho vydání v roce 1977 na něj navázalo celosvětové koncertní turné.
Album Rumours se setkalo s pozitivním ohlasem hudební kritiky, která chválila jeho produkční úroveň, jakož i výraznou harmonii, která často spočívala v čistém souzvuku trojhlasného zpěvu. Nahrávky mají inspiraci v hudebních dílech autorů různých žánrů. Album je považováno za nejlepší z vydaných projektů skupiny Fleetwood Mac. Několik publikací ho zařazovalo do seznamu nejlepších alb 70. let 20. století, či mezi nejlepší alba všech dob - v roce 2003 jej americký časopis Rolling Stone zařadil na šestadvacáté místo v žebříčku 500 nejlepších alb všech dob,
V roce 2004 vyšla jeho znovuvydání s dalšími nahrávkami a jedním bonusovým CD s demonahrávkami, či pracovními smyčkami z výroby alba. 29. ledna 2013 vydavatel Warner Bros publikoval novou verzi alba na třech CD: kromě původního alba na nich byly i jeho pracovní verze a skladby z koncertního turné z roku 1977.

## Seznam skladeb
| Pořadí         | Název                  | Autor                                                   | Délka |
| -------------- | ---------------------- | ------------------------------------------------------- | ----- |
| 1.             | Second Hand News       | Lindsey Buckingham                                      | 2:44  |
| 2.             | Dreams                 | Stevie Nicks                                            | 4:14  |
| 3.             | Never Going Back Again | Buckingham                                              | 2:15  |
| 4.             | Don't Stop             | Christine McVie                                         | 3:12  |
| 5.             | Go Your Own Way        | Buckingham                                              | 3:38  |
| 6.             | Songbird               | C. McVie                                                | 3:21  |
| 7.             | The Chain              | Buckingham, Mick Fleetwood, C. McVie, John McVie, Nicks | 4:16  |
| 8.             | You Make Loving Fun    | C. McVie                                                | 3:31  |
| 9.             | I Don't Want to Know   | Nicks                                                   | 3:15  |
| 10.            | Oh Daddy               | C. McVie                                                | 3:58  |
| 11.            | Gold Dust Woman        | Nicks                                                   | 5:02  |
| Celková délka: | Celková délka:         | Celková délka:                                          | 39:03 |

## Obsazení
Převzato z obalu alba a z informací na AllMusic.
Fleetwood Mac
- Lindsey Buckingham – kytara, banjo, dobro, perkuse, zpěv
- Stevie Nicks – zpěv, tamburína
- Christine McVie – klávesy, klavír, varhany, clavinet, zpěv
- John McVie – baskytara
- Mick Fleetwood – bicí, perkuse, cembalo[9]

Produkce
- Ken Caillat – producent, audiotechnik
- Richard Dashut – producent, audiotechnik
- Fleetwood Mac – producenti
- Chris Morris – asistent techniky
- Ken Perry – mastering
- Charlie Watts – mastering

Obal alba
- Desmond Strobel – design
- Larry Vigon – kaligrafie
- Herbert W. Worthington – fotografie